# Прутшер, Отто
Отто Прутшер (нем. Otto Prutscher; 7 апреля 1880, Вена, Австро-Венгрия — 15 февраля 1949, Вена, Австро-Венгрия) — австрийский архитектор и художник декоративно-прикладного искусства периода модерна.

## Биография
Отто Прутшер родился в семье мастера плотника Иоганна Прутшера и Марии Тондль; его старший брат Ганс Прутшер был архитектором. После обучения у отца плотницкому делу Отто посещал в 1895—1897 годах техническое училище деревообрабатывающей промышленности (Fachhochschule für Holzindustrie), а затем отправился в учебную поездку в Париж и Лондон. В 1897—1901 годах учился в венской Школе художественных ремёсел (Kunstgewerbeschule) у Франца Мача и Йозефа Хоффмана.
С 1909 до 1938 года, а также с 1945 по 1946 год — преподавал в Школе художественных ремёсел (Kunstgewerbeschule). Участвовал в художественных выставках. С 1922 по 1941 год Отто Прутшер был членом Венского Кюнстлерхауса (Дом художников в Вене). Работал иллюстратором в журнале «Интерьер» (Interieur).
В 1911 году женился на Хелене Семандль, с которой у него было две дочери. Из-за еврейского происхождения жены в 1939 году Отто Прутшер был вынужден уйти в отставку. Однако супружеская пара смогла жить в Вене во время войны. В 1947 году Прутшер получил Австрийскую государственную премию в области архитектуры.
Прутшер умер в 1949 году, похоронен в почётной могиле на Центральном кладбище Вены

## Творчество
Отто Прутшер построил более пятидесяти зданий, участвовал в полусотне художественных выставок, оформил около ста семидесяти интерьеров и создал более двухсот образцов мебели. Наряду с учениками и помощниками венского архитектора Отто Вагнера: Леопольдом Бауэром Яном Котерой, Йозефом Хоффманом, Йоже Плечником, Прутшер был ведущим архитектором и проектировщиком мебели в Вене в начале XX века. Он создал несколько крупных жилых комплексов, а также частные дома и интерьеры. Он проектировал мебель для знаменитых мастерских «Jacob & Josef Kohn» и «Thonet», ювелирные изделия, произведения из фарфора, стекла, столовые приборы, обложки для книг и рисунки тканей для Венских мастерских и фирмы Лобмейр.
Прутшер занимался планировкой и оснащением жилых и коммерческих зданий. Коллекция его произведений в Венском музее прикладного искусства включает в себя архитектурные планы и фотографии, а также оригинальные проекты предметов мебели и декоративных изделий. В 2019—2020 годах музей посвятил художнику персональную выставку «Отто Прутшер. Универсальный проектировщик венского модерна» (Otto Prutscher. Allgestalter der Wiener Moderne).

## Галерея

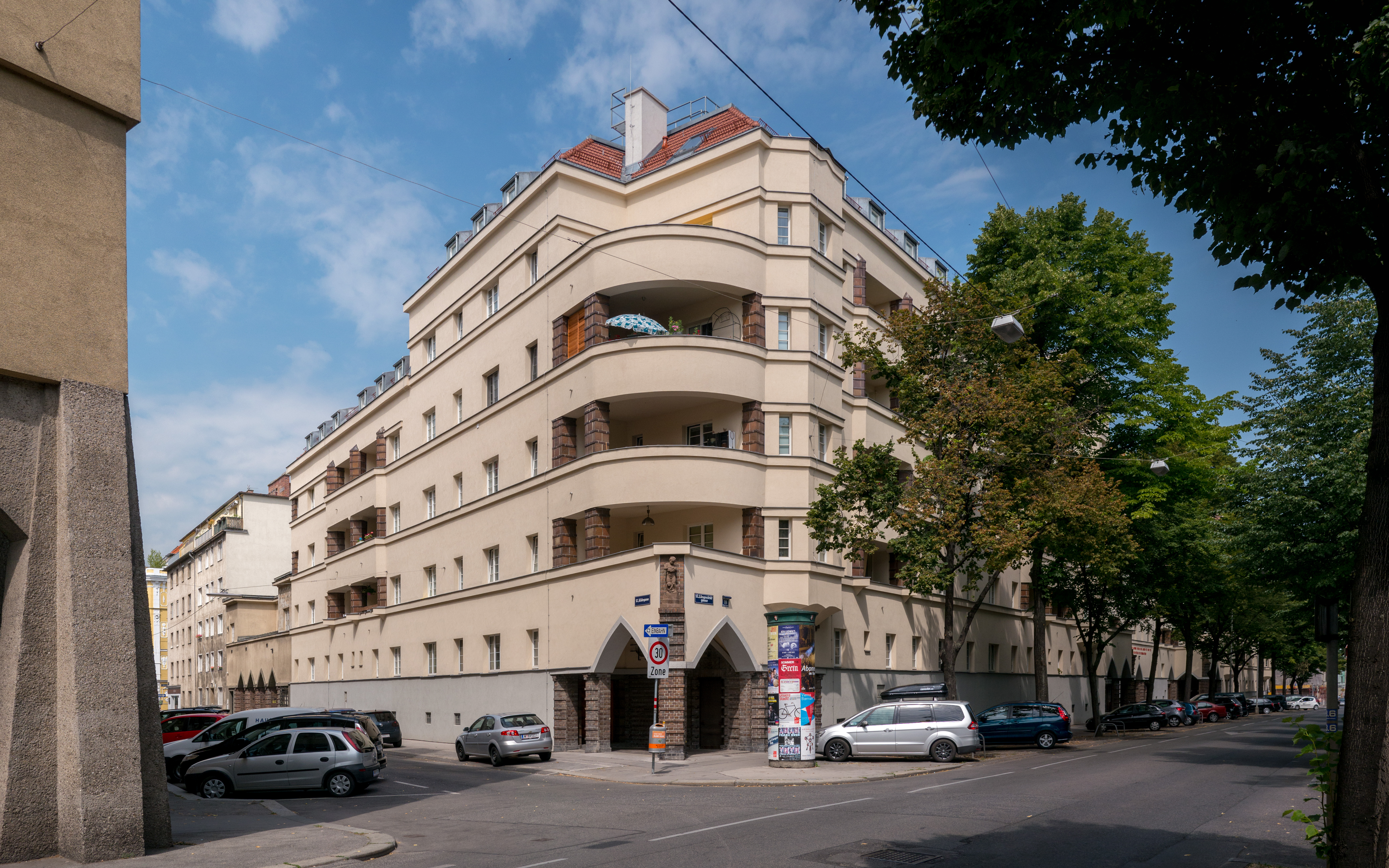
Лоренсхоф. 1927—1928. Вена
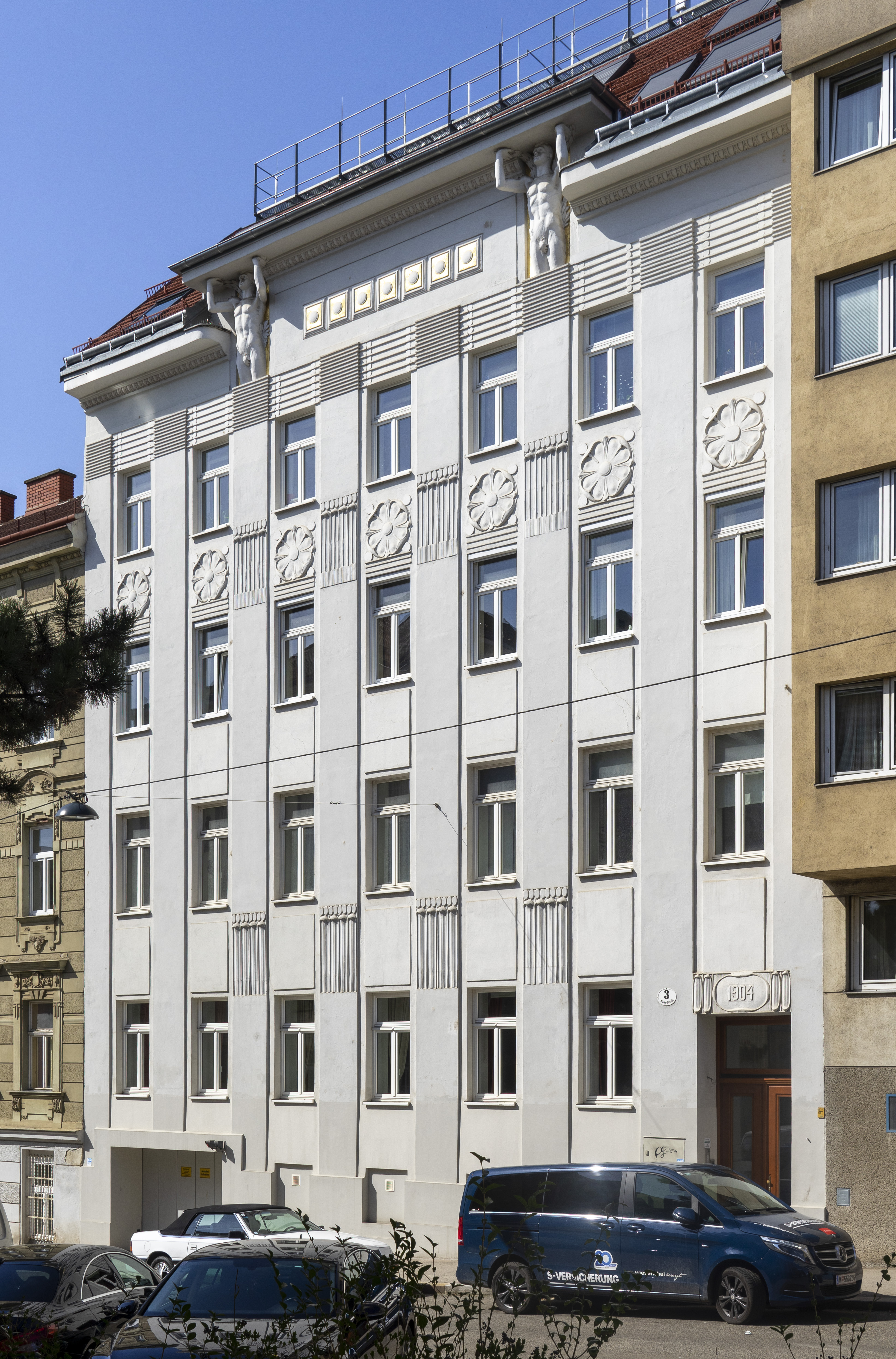
Жилой дом. Салисштрассе, Вена
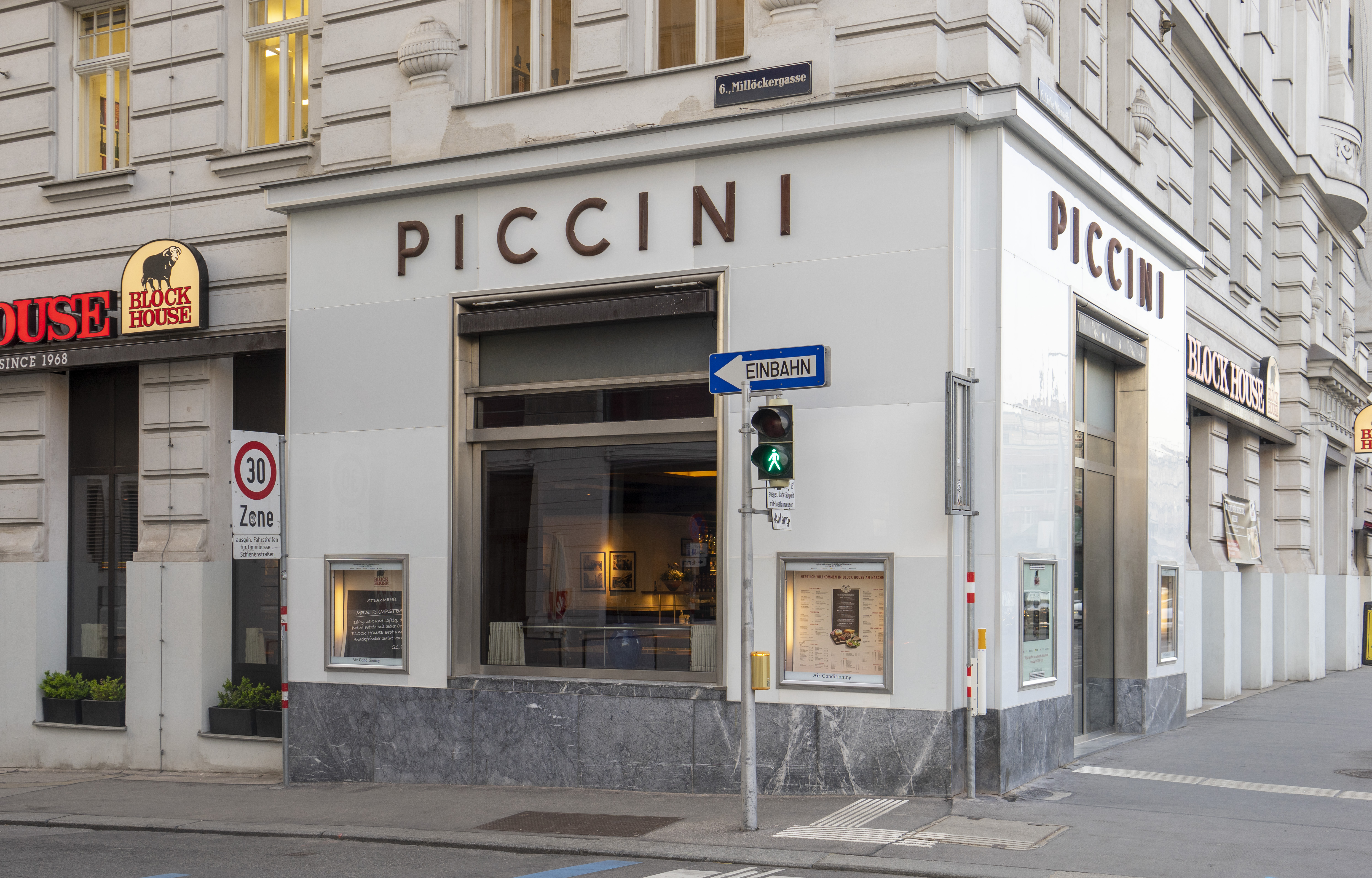
Продуктовый магазин «Пиччини». Линке Винцайле, Вена
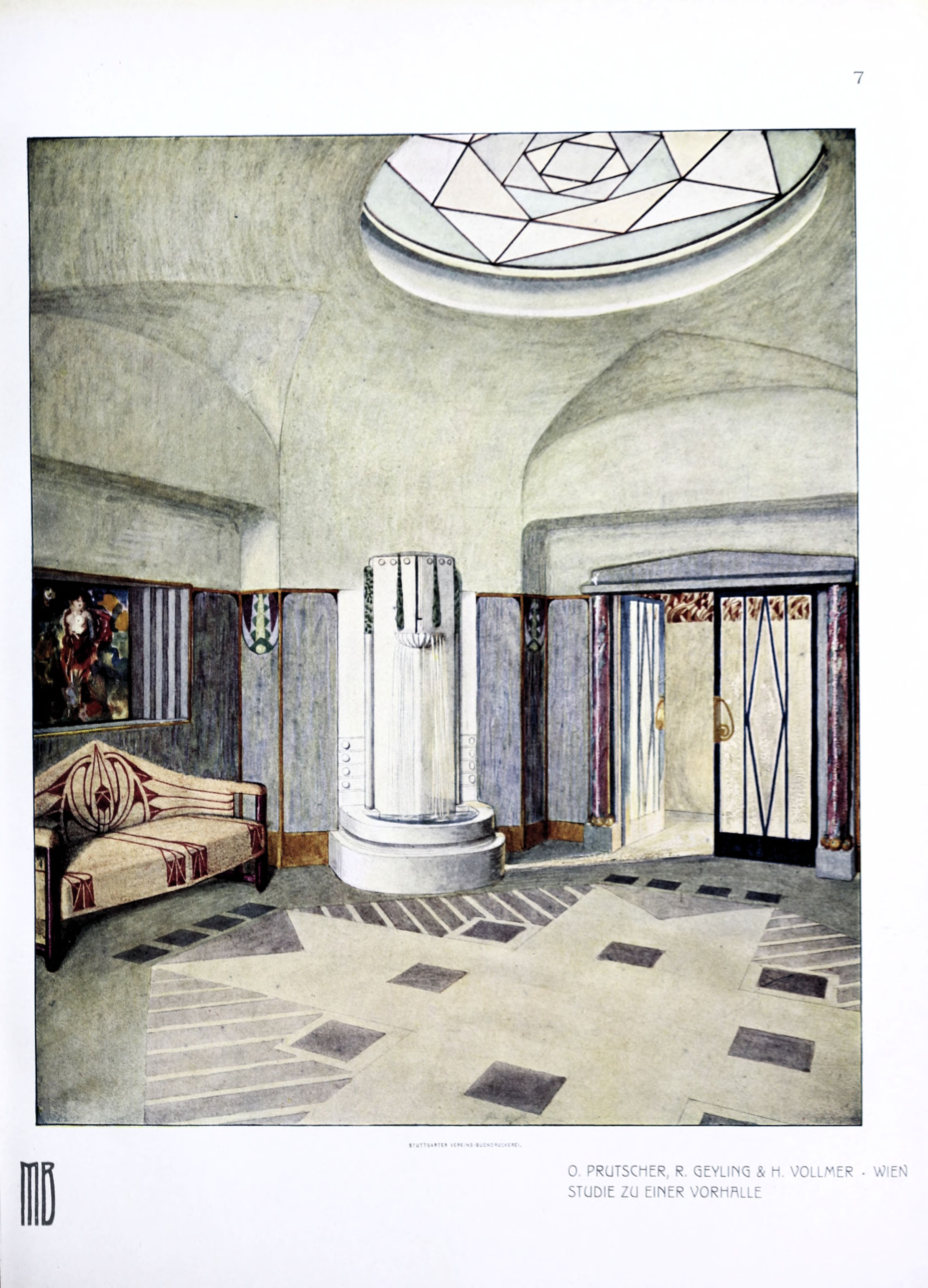
Проект вестибюля. Иллюстрация из журнала «Moderne Bauformen». 1906
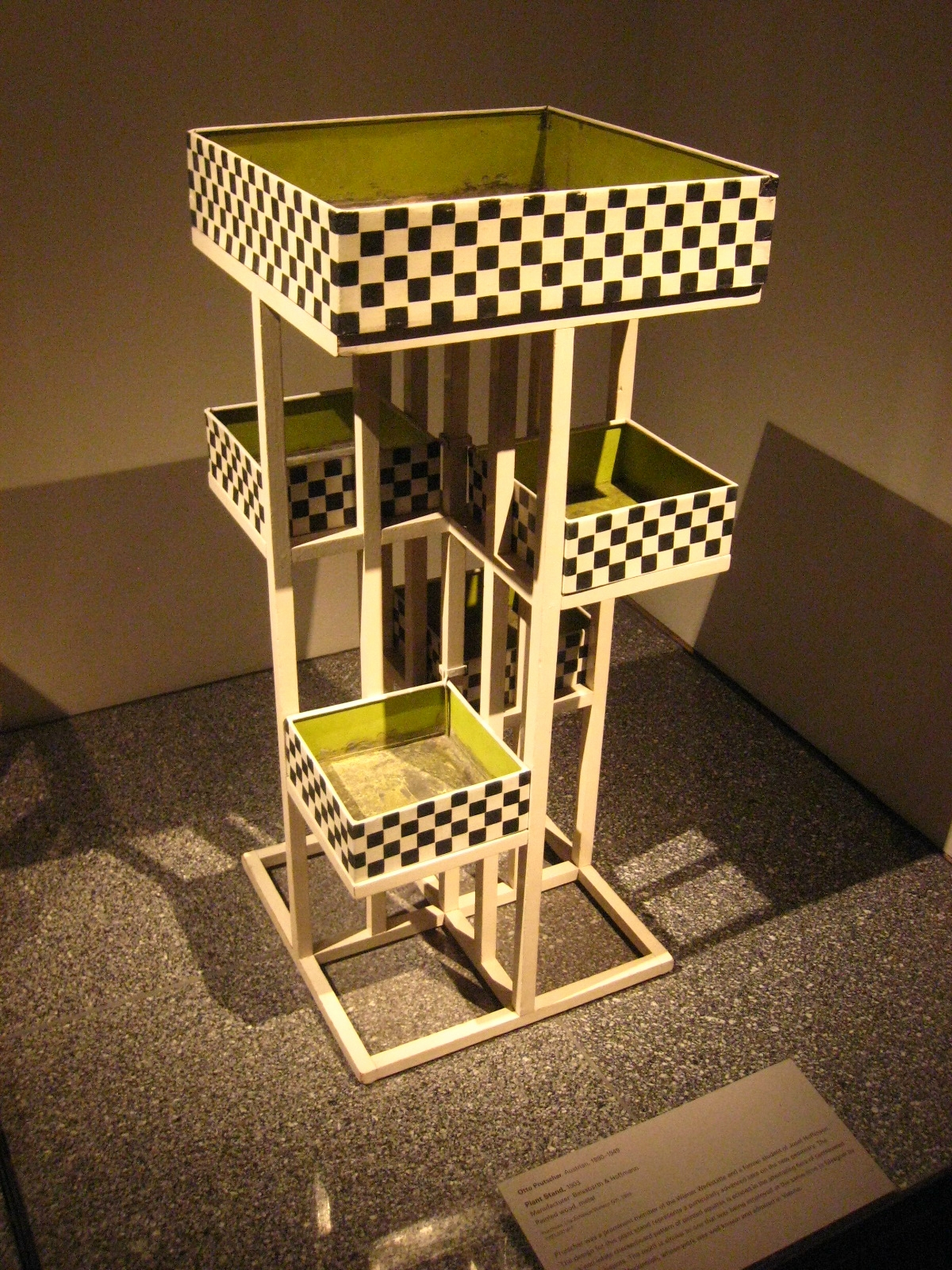
Подставка. Венские мастерские. 1903
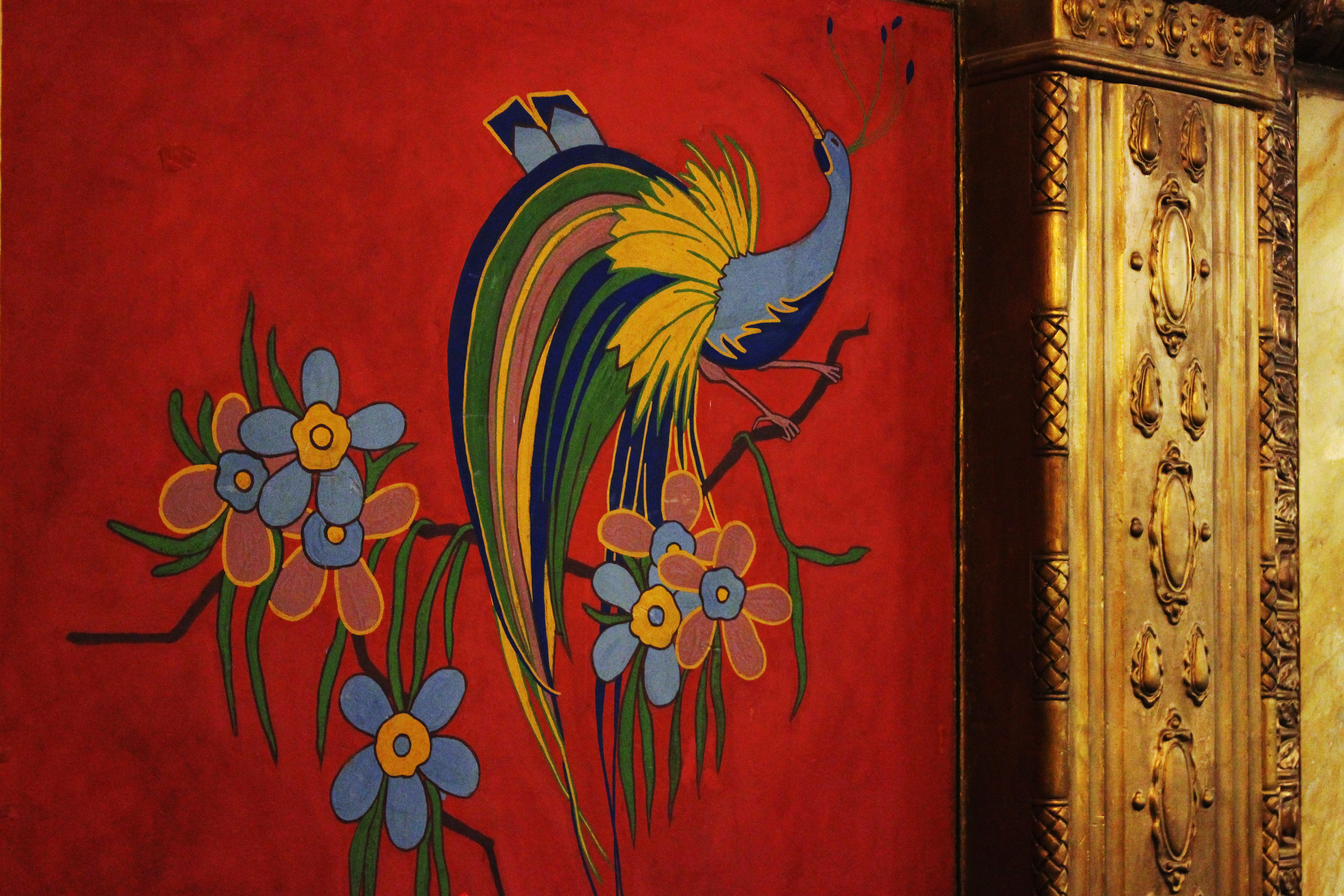
Стенная панель. Театр Санкт-Аннахоф. 1910
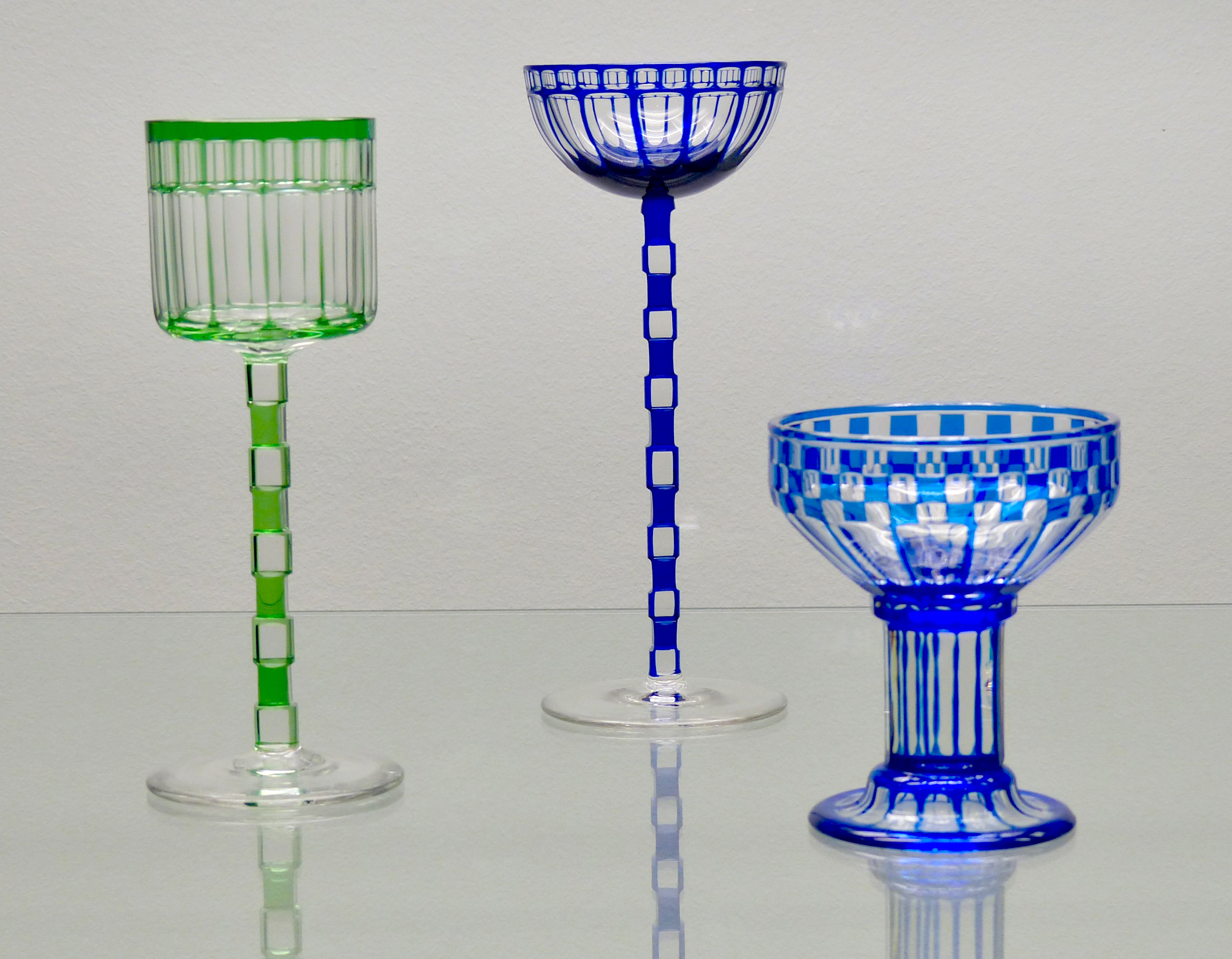
Набор изделий из стекла «с нацветом»